# Arènes de Valence
Les arènes de Valence (en espagnol : Plaza de toros de Valencia, et en valencien : Plaça de Bous de València) en Espagne ont été construites entre les années 1850 et 1860.

## Présentation

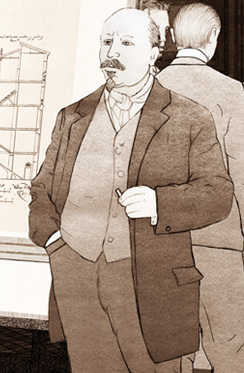
Sebastià Monleón Estellés (à Muvaet)

Les arènes de Valence ont été construites pendant toute la décennie de 1850, sur le site d’une ancienne place qui, en raison de problèmes budgétaires, n’a jamais été terminé. Elle est néoclassique, inspirée de l’architecture civile romaine, de l’amphithéâtre Flavien (Colisée) ou de l’amphithéâtre de Nîmes (France). Il a été construit par l'architecte valencien Sebastián Monleón Estellés. Sa structure forme un polygone de 48 côtés, avec 384 arches à l'extérieur, fabriqué de briques.

## Guerre d'Espagne et dictature
A la fin de la guerre d'Espagne, les Arènes de Valence deviennent un camp de concentration franquiste, lieu de la terreur blanche contre les Républicains sous le régime de Franco.